# Drept de uz
Dreptul de uz este, în dreptul civil, acel drept real principal, esențialmente temporar, dezmembrământ al dreptului de proprietate, care conferă titularului său atributele de posesie și folosință asupra unui bun aflat în proprietatea altuia, dar numai în limitele necesare satisfacerii trebuințelor lui și ale familiei sale.
Titularul dreptului de uz (denumit "uzuar") nu poate ceda nici închiria dreptul său către un terț. De aceea, se spune că dreptul de uz este un drept strict personal. 

## Relația cu alte drepturi
Dreptul de uz se înrudește cu dreptul de uzufruct, deosebirile fiind că titularul dreptului de uzufruct are un drept mai larg de folosință asupra bunului (pe care îl poate utiliza precum însuși proprietarul, cu condiția însă de a conserva substanța bunului) și poate transfera beneficiul ("emolumentul") dreptului de uzufruct. Conform articolului 754 C. Civ, prevederile legale privitoare la uz se completează cu cele ale regimului juridic privitoare la uzufruct.
De asemenea, dreptul de uz se înrudește cu dreptul de abitație, care în esență este un drept de uz care poartă asupra unei locuințe.